# Enrico Burlando
Enrico Burlando (La Spezia, 5 agosto 1944) è un allenatore di calcio ed ex calciatore italiano, di ruolo centrocampista.

## Carriera

### Calciatore
Esordisce nel Pietrasanta, militante in Serie D 1964-1965, e nella stagione successiva passa alla Massese, in Serie C. In maglia bianconera mette a segno 10 reti in 31 incontri e suscita l'interesse della Lazio, che lo acquista e lo fa esordire in Serie A, il 16 ottobre 1966 in Milan-Lazio 2-2. A fine stagione totalizza 19 presenze, ma la Lazio retrocede in Serie B e lo cede al Varese, a sua volta neopromosso nella massima serie. Dopo aver ottenuto 16 presenze con 2 reti, scende in Serie B nell'ottobre 1968, vestendo le maglie di Monza e Pisa, dove riesce a imporsi da titolare.
Nel novembre 1971 scende ulteriormente di categoria passando al Piacenza, in Serie C. Per due stagioni è titolare fisso del centrocampo piacentino, indossando anche la fascia di capitano. Conclude la carriera giocando per tre stagioni nell'Udinese, sempre in Serie C.
In carriera ha totalizzato complessivamente 37 presenze e 2 reti in Serie A e 67 presenze e 6 reti in Serie B

### Allenatore
Svolge la sua attività sempre in Friuli-Venezia Giulia, guidando il Pordenone nel suo primo campionato di Serie C2 1979-1980. In seguito guida anche il Pro Gorizia ed è allenatore in seconda alla Triestina, e nel campionato di Eccellenza 2003-2004 torna al Pordenone a oltre vent'anni di distanza, senza evitare la retrocessione dei neroverdi.